# فيصل خان
فيصل خان هو ممثل هندي، ولد في 1 سبتمبر 1966 في الهند.

## وصلات خارجية
- فيصل خان على موقع IMDb (الإنجليزية)
- فيصل خان على موقع أول موفي (الإنجليزية)
- فيصل خان على موقع قاعدة بيانات الفيلم (الإنجليزية)
- فيصل خان على موقع كينوبويسك (الروسية)